# Grzybówka cytrynowoostrzowa

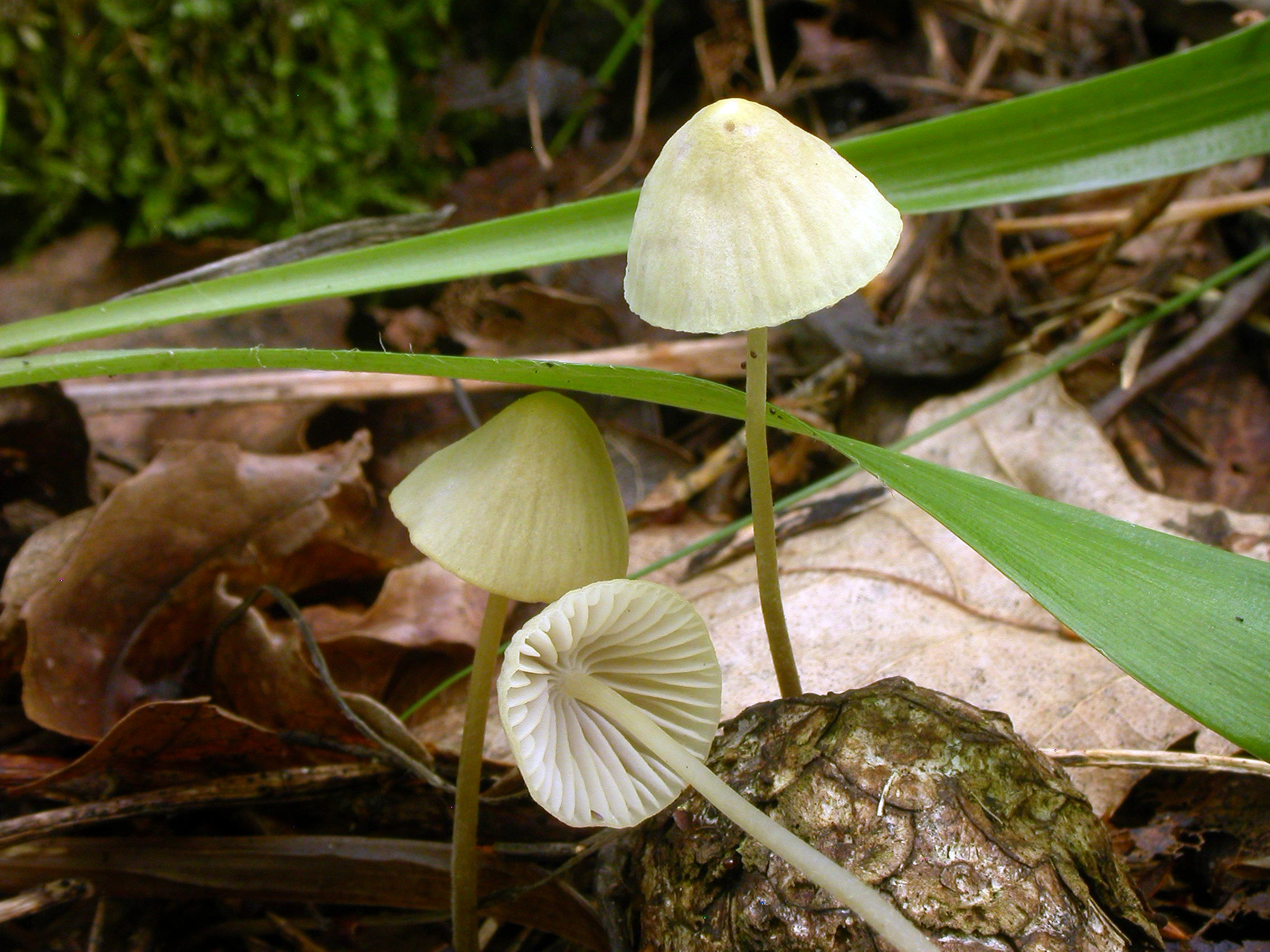

Grzybówka cytrynowoostrzowa (Mycena citrinomarginata Gillet) – gatunek grzybów z rodziny grzybówkowatych (Mycenaceae).

## Systematyka i nazewnictwo
Pozycja w klasyfikacji według Index Fungorum: Mycena, Mycenaceae, Agaricales, Agaricomycetidae, Agaricomycetes, Agaricomycotina, Basidiomycota, Fungi.
Po raz pierwszy takson ten opisał w 1878 r. Claude-Casimir Gillet. Synonimy:
- Mycena avenacea var. citrinomarginata (Gillet) Arnolds 1982
- Mycena citrinomarginata var. aberrans Robich 2016
- Mycena citrinomarginata var. truncigena Kühner 1938
- Mycena citrinomarginata var. vestita Velen. 1939
- Mycena olivaceomarginata f. citrinomarginata (Gillet) E. Ludw. 2012

Maria Lisiewska w 1987 r. nadała mu nazwę polską grzybówka cytrynowoobrzeżona. Władysław Wojewoda w 2003 r. zaproponował nazwę grzybówka cytrynowoostrzowa.

## Morfologia
Kapelusz
Średnica 5–20 mm, kształt stożkowy, szerokostożkowy, lub wypukły, zbruzdowany, półprzezroczyście prążkowany. Jest higrofaniczny. Powierzchnia naga, czasami nieco śliska, o bardzo zmiennym kolorze. Może on być bladożółty, zielonkawożółty, oliwkowożółty, czysto żółty, żółtawy z brązowawym odcień szarości, szarozielony lub szarawy z żółtym odcieniem. Jest ciemniejszy pośrodku, jaśniejszy na brzegu.
Blaszki
Blaszki w liczbie 15–21, dochodzące do trzonu, wąsko przyrośnięte, czasami zbiegające krótkim ząbkiem, o barwie od bladobiałej do bladoszarobrązowej. Ostrza cytrynowe lub ciemnożółte, czasami białawe.
Trzon
Wysokość 25–85 mm, grubość 0,5–1 mm, wewnątrz pusty, kruchy, walcowaty, przy podstawie nieco rozszerzony, prosty lub zakrzywiony. Cała powierzchnia delikatnie owłosiona, połyskująca. W górnej części jaśniejsza: bladożółta, zielonkawożółta, oliwkowozielona, szarawa, w dolnej o barwie od żółtobrązowej do szaro-brązowej lub sepio-brązowej. Podstawa, zwykle gęsto pokryta długimi, grubymi, giętkimi, białawymi włókienkami, często sięgającymi daleko w górę trzonu.
Cechy mikroskopowe
Podstawki 23–32 × 8–10 µm, maczugowate, 4-zarodnikowe. Zarodniki 8–14,5 × 4,5–6 µm o kształcie od pipetowatego do prawie cylindrycznego, gładkie, amyloidalne. Cheilocystydy 30–65 × 5–18 µm, maczugowate, wrzecionowate, z zawartością o barwie od żółtej do bezbarwnej, z jednym luk kilkoma prostymi lub nieco rozgałęzionymi wyroślami na wierzchołkach. Pleurocystyd brak. Strzępki włosków o szerokości do 2–4,5 µm, pokryte prostymi, lub rozgałęzionymi wyrostkami. Komórki końcowe o szerokości 2,5–10 µm, pokryte dość grubymi naroślami. Sprzążki występują w strzępkach wszystkich części grzyba.
Miąższ
Zapach nieokreślony, smak łagodny.

## Występowanie i siedlisko
Znane jest występowanie tego gatunku w Ameryce Północnej, Europie i na Nowej Zelandii. Władysław Wojewoda w zestawieniu grzybów wielkoowocnikowych Polski w 2003 r. przytacza liczne stanowiska
Grzyb saprotroficzny. Owocniki występują od lata do jesieni w grupkach lub pojedynczo w różnych siedliskach:  na trawnikach i terenach otwartych, pod drzewami (zarówno iglastymi, jak i liściastymi), wśród ściółki pod jałowcami, wśród mchów lądowych, na pniach pokrytych mchem, wśród opadłych liści i na zwalonych gałązkach.

## Gatunki podobne
Mycena citrinomarginata jest bardzo zmienna morfologicznie, jednak dobrze odróżniają ją takie cechy jak: żółte odcienie na kapeluszu i trzonie, zazwyczaj wyraźnie ubarwione ostrza blaszek i wełniste włoski od podstawy trzonu wysoko podchodzące w górę. W mikroskopie włoski te mają postać cylindrycznych komórek o długości co najmniej 200 µm. Niektórzy autorzy podkreślali pokrewieństwo z grzybówką oliwkowoostrzową Mycena olivaceomarginata, niektórzy sugerowali nawet, że są one tym samym gatunkiem. Maas Geesteranus  twierdzi jednak, że „oprócz swoich częściowo różnych nisz ekologicznych, M. citrinomarginata i M. olivaceomarginata można od siebie odróżnić, ponieważ końcowe komórki strzępek warstwy korowej trzonu w pierwszym gatunku są liczne, podczas gdy w drugim ich brak, albo są tak rzadkie, że wydają się nieobecne”. Czasami M. citrinomarginata można znaleźć pod jałowcem pospolitym, razem z podobnie wyglądającymi M. citrinovirens, ale można je łatwo odróżnić po ich cechach mikroskopowych. 